# Sica

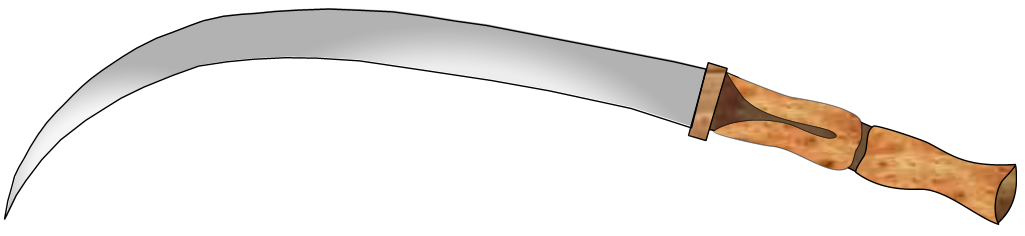
Falx

Sica a fost o sabie scurtă sau un pumnal lung (unii cercetători precum Cătălin Borangic fac distincție între „pumnal” și „sabie”), folosit de tracii, dacii și ilirii antici, dar și în Roma Antică. Arma aparține culturii Halstatt. În cele mai vechi imagini care s-au păstrat, sica apare ca o sabie curbată (vedeți și Mozaicul din Zliten). Numeroase arme „sica” au fost găsite pe teritoriul mai multor țări – Albania, România, Bosnia, Bulgaria și Serbia. Imaginea sabiei sica apare pe Columna lui Traian, inclusiv pe metopa în care Decebal se sinucide.

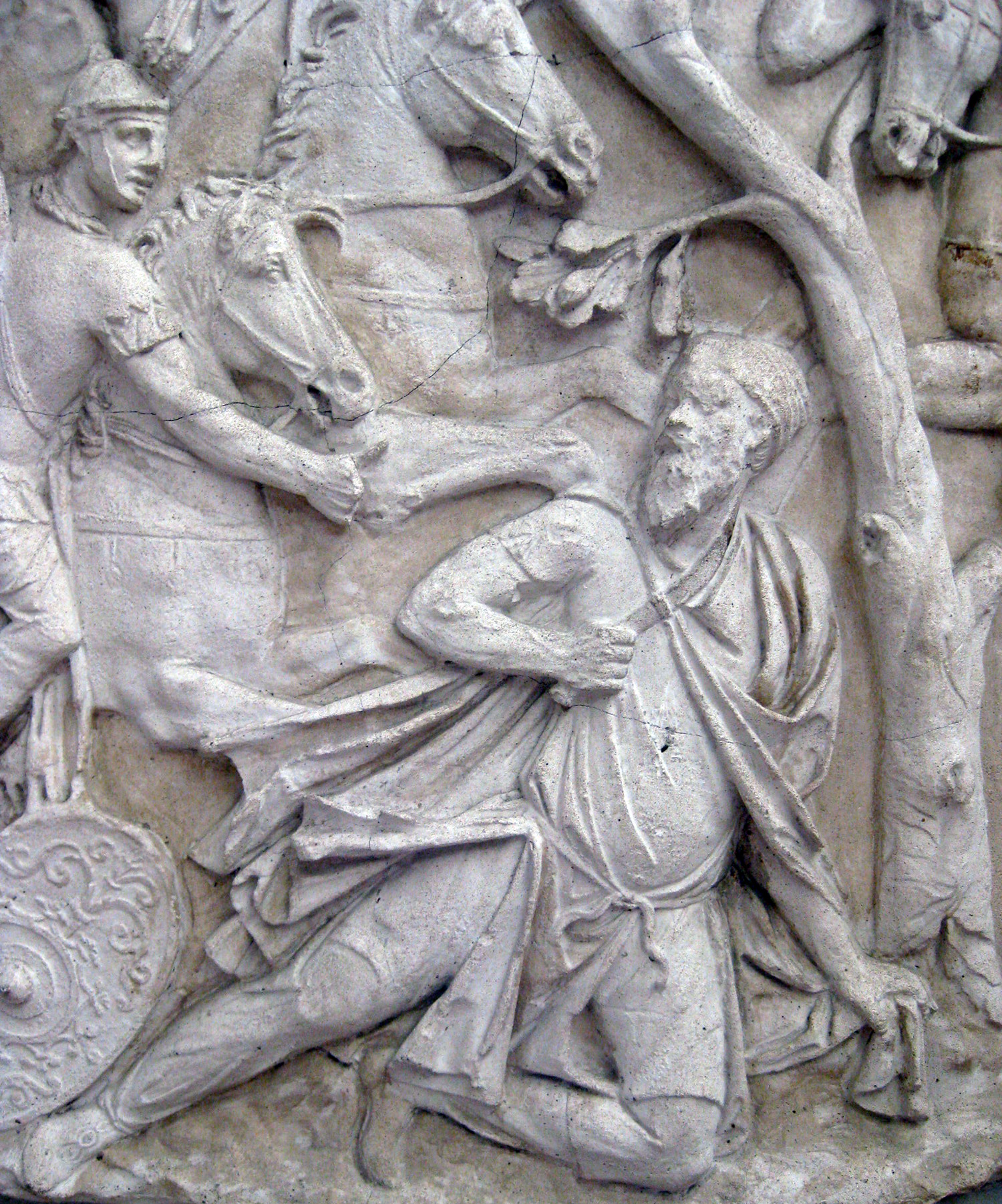
Columna lui Traian (detaliu basorelief, sinuciderea lui Decebal)

## Tipuri
Deși a existat o tendință puternică pentru standardizarea armei, săbiile sica pot fi împărțite în trei mari tipuri, care diferă din punct de vedere al aspectului, nu și din punct de vedere funcțional. 

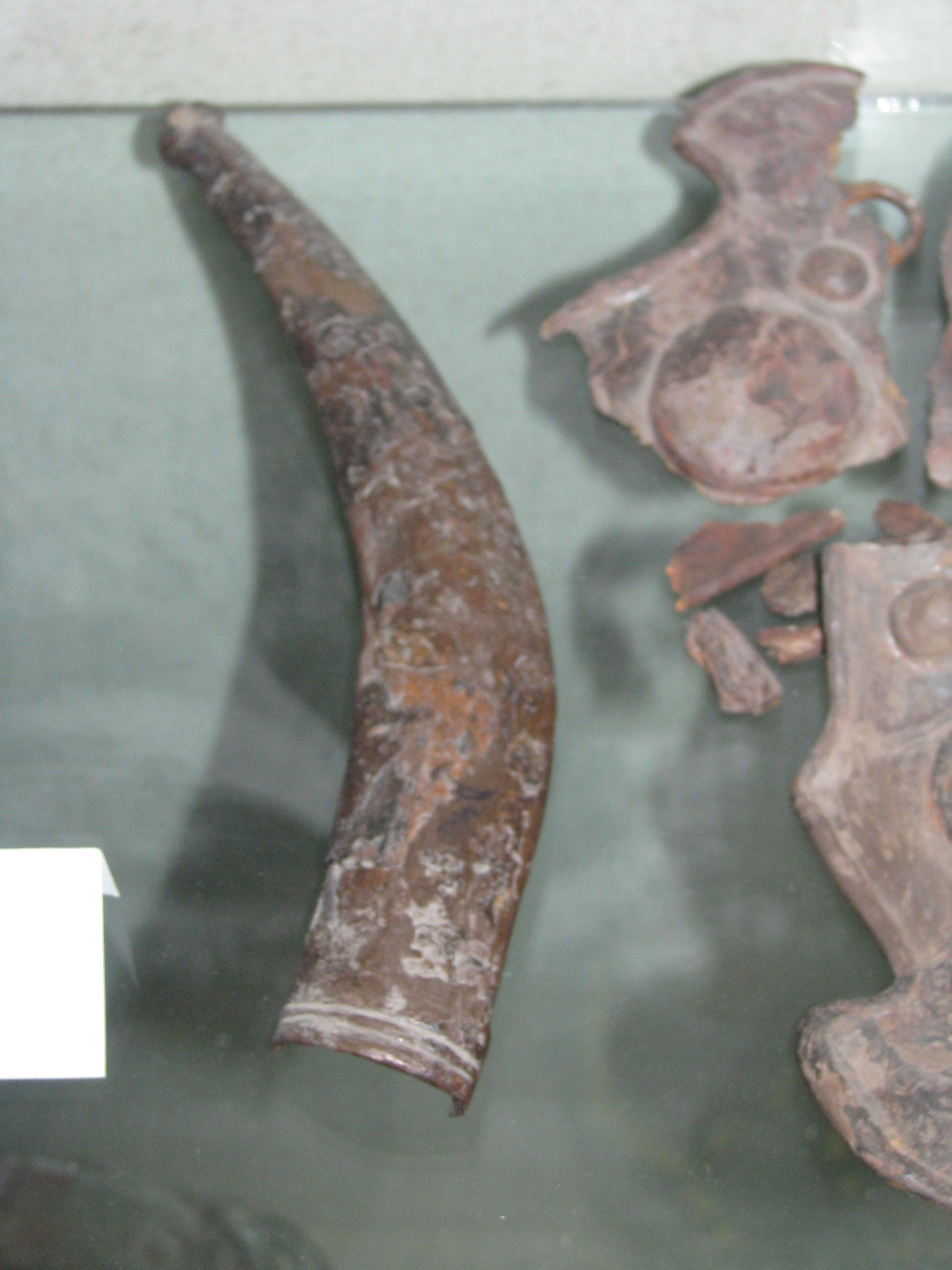
Teaca unei sica din mormântul dacic de la Cugir, datat în secolul I î.d.Hr. În imagine se văd și fragmente ale altor piese găsite în acest mormânt, precum cele ale coifului din dreapta. Exponatele se află în colecția Muzeul Național al Unirii din Alba Iulia

În studiul său „Sica. Tipologie și funcționalitate”, Cătălin Borangic afirmă:
1. Primul tip este caracterizat prin masivitate, uneori cu aspect frânt imediat după jumătatea lamei, vârf scurt și ascuțit, cu o curbură ușoară, tija mânerului scurtă, de regulă de formă triunghiulară, prevăzută cu un orificiu pentru nitul necesar fixării mânerului, situat în apropierea lamei. Lama prezintă ornamente incizate și un șanț de scurgere a sângelui puternic profilat. Aceste caracteristici nu sunt generale, singurele argumente pentru delimitarea acestui tip fiind dimensiunea și forma aproximativ asemănătoare. De asemenea, nu la toate piesele a putut fi stabilită cronologia exactă, în special pentru unele pumnale publicate în literatura de specialitate din Bulgaria. Aspectul robust și alura aparent grosolană, alături de datarea majorității pieselor în orizontul cronologic cuprins între secolele III-I î.d.Hr, permit ipoteza că din acest tip a evoluat pumnalul sica în forma sa clasică, pe care o regăsim în următoarea categorie. 
2. Cel de al doilea tip, nu foarte diferit morfologic, dar care prezintă unele particularități notabile, se conturează în jurul a trei pumnale descoperite în localitatea Padea din Oltenia, locație eponimă pentru aspectul cultural Padea-Panagjurski Kolonii. Aceste pumnale nu mai prezintă aspectul robust al tipului prim, ci au o lamă prelungă, cu șanț pentru scurgerea sângelui, dar păstrează, cel mai adesea, limba de mâner triunghiulară scurtă. Doar două exemplare au apărut, până la această dată, la sud de Dunăre, la Teteven, alte două fiind identificate în nordul fluviului, la Slatina și Zimnicea și unul în Transilvania, la Siliva. Tot acestei categorii pare să îi aparțină și cel mai lung exemplar cunoscut…
3. Al treilea tip, mai numeros, subsumează o serie de piese răspândite în nordul și vestul Bulgariei, sud-vestul și centrul României. Aceste pumnale sunt caracterizate prin lama prelungă, execuția elegantă în majoritatea cazurilor, ornamentarea cu incizii circulare și/sau linii de-a lungul lamei, existența șanțului de scurgere a sângelui, limba de mâner continuată pe lungimea acestuia și manșon de gardă. Aceste elemente distinctive se regăsesc fie toate împreună, fie unele exemplare prezintă una sau mai multe astfel de particularități. Dimensiunile arată o relativă standardizare, situată în jurul a 30-40 cm lungime și cca 3 cm lățime, unele piese depășind cu puțin aceste cote. … Din punct de vedere cronologic, acest tip de pumnal este datat cu preponderență în secolele II-I î.d.Hr. 

## Importanță
Sica avea o forma curbată, arma fiind destinată lovirii inamicului pe lângă marginea scutului și tăierea sau înjunghierea acestuia în spate. În Imperiul Roman, în luptele de gladiatori, oponentul obișnuit al thraex era murmillo, înarmat cu gladius și scut mare, iar înarmarea primului cu sica era considerată necesară pentru echilibrarea șanselor și pentru creșterea spectaculozității luptei. 
Sica reprezintă un artefact istoric important care, datorită rolului jucat în lumea tracică, contribuie la înțelegerea mecanismelor sociale și militare ale acestei societăți și, datorită dimensiunii spirituale speciale, la înțelegerea unei noi fațete a mozaicului religios al acestei populații. Dintre toate armele curbate folosite în epoca tracică, sica este singura care face legătura dintre tracii de la sud de Dunăre și cei de la nord, arma fiind răspândită în mod egal pe ambele maluri ale fluviului.

## Origini ale numelui

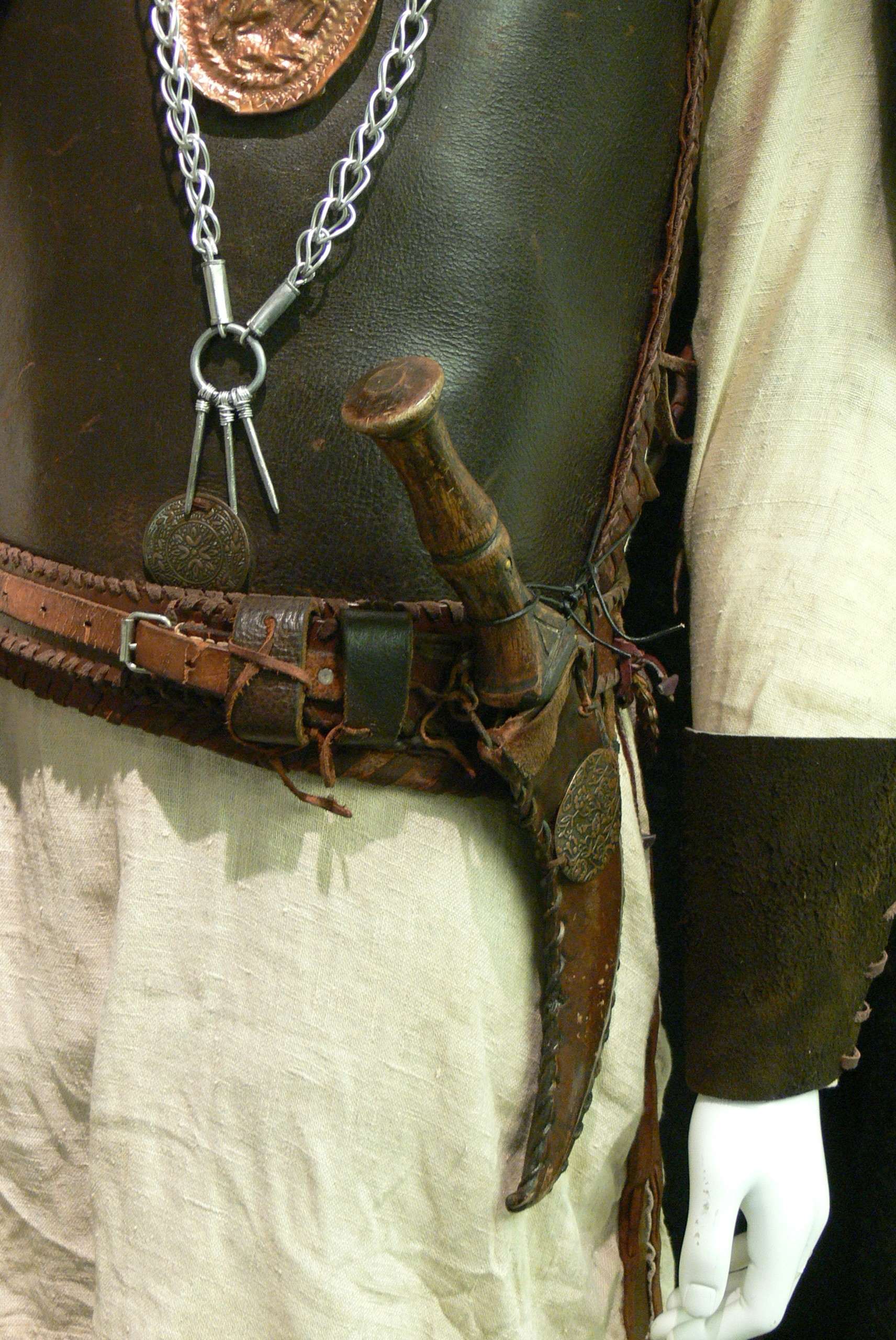
Sica pe centura unui războinic dac, Muzeul Manching (Germania)

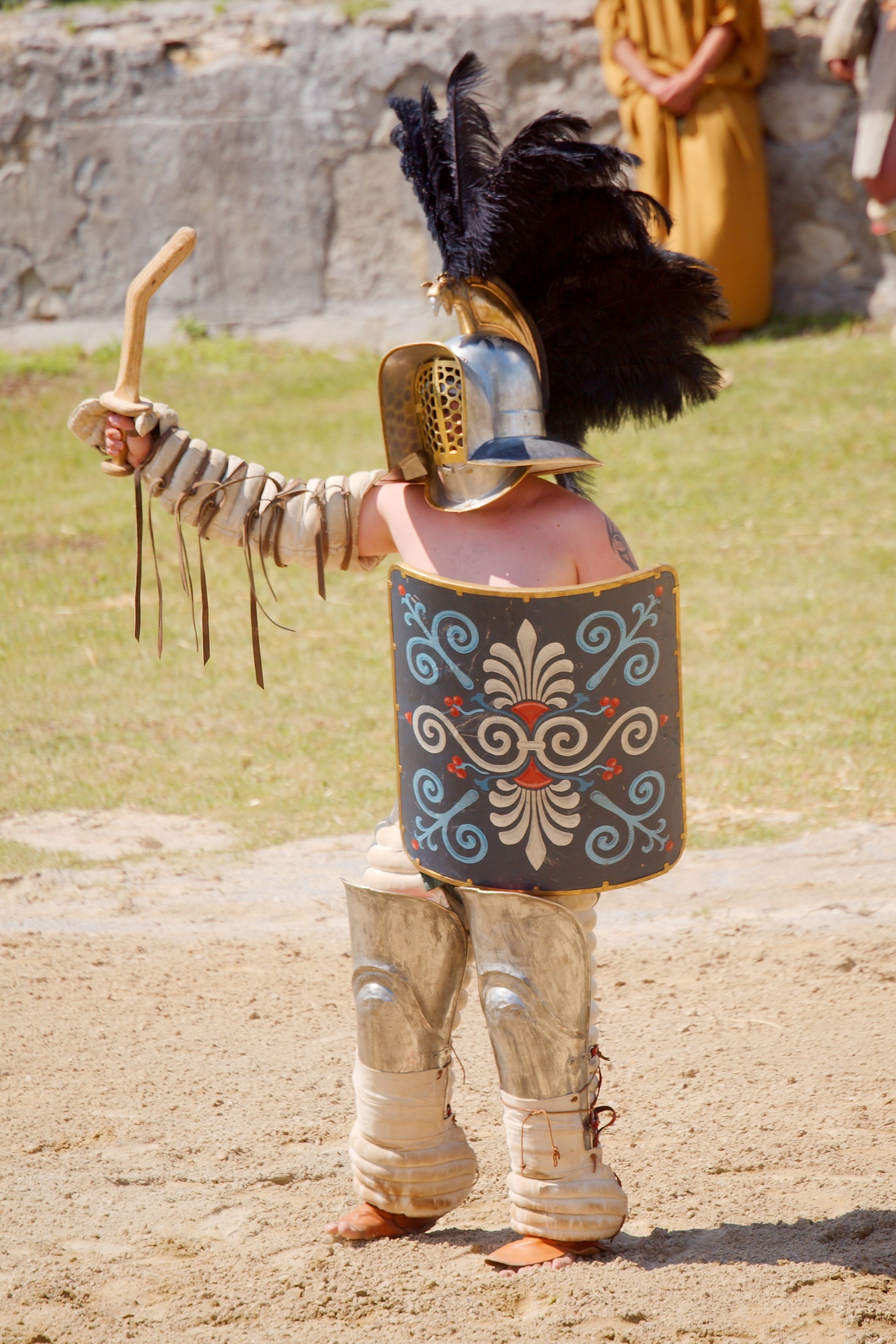
Gladiator thraex înarmat cu o sica din lemn. Sica a fost principala armă a dacilor, alături de falx

Conform „Dictionnaire des Antiquités Grecques et Romaines”, tomul 4, volumul 2 (R–S), Paris, 1926, p. 1300, numele Sica vine din rădăcina proto-indo-europeană sek-, care înseamnă „a tăia. Autorul roman Valerius Maximus, III, 2.12, amintea că sica este numele dac al acestui tip de sabie curbată. În limba albaneză, cuvântul „cuțit” este „thika”, foarte similar cu „sica”. 
În limba latină, sica (pumnal încovoiat) face parte din aceeași familie de cuvinte cu sicilis (seceră) și sicilicula (cosor), cuvinte care desemnează mai degrabă unelte, nu arme.

## Ilirii
Romanii considerau sica ca fiind o arma specifică ilirilor. Principala armă pentru lupta corp-la-corp a ilirilor a fost sica. Istoricul John Wilkes:
 Deși o sabie scurtă curbată fusese utilizată de mai multe popoare din jurul Mediteranei, romanii au considerat sica ca fiind o armă distinctivă a ilirilor, utilizată de 'asasinii' (sicarius).

## Legături externe
- https://www.scribd.com/document/33875732/Borangic-C-Sica-Tipologie-Si-Functional-It-Ate-NEMVS-IV-7-8-2009
- www.enciclopedia-dacica.ro http://enciclopedia-dacica.ro/index.php?option=com_content&view=article&id=709&Itemid=377
- Dictionnaire des Antiquités Grecques et Romaines, tom 4, vol. 2 (R–S), Paris, 1926, p. 1300, s.v. sica